# Pennsylvania-Reading Seashore Lines

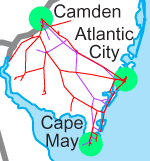
Verkehrsnetz der P-RSL

Die Pennsylvania-Reading Seashore Lines, abgekürzt P-RSL (deutsch: Pennsylvania-Reading-Küstenbahnen) waren ein Eisenbahnnetz im Süden des US-Bundesstaates New Jersey. Es stand unter gemeinsamer Kontrolle der Pennsylvania Railroad und der Reading Company und existierte von 1932 bis 1976.
Die Seashore Lines entstanden 1932 durch Konsolidierung verschiedener Eisenbahnstrecken südlich einer Linie Camden–Atlantic City, die mehrheitlich unter Kontrolle der beiden Konkurrentinnen Pennsylvania Railroad und Reading standen. Hauptgeschäftsfelder waren der regionale Güterverkehr sowie der Ausflugsverkehr von Philadelphia an die Atlantikküste. Letzterer machte mit 2/3 der Einnahmen den Großteil des Geschäftes aus.
Die Pennsylvania Railroad-Tochter West Jersey and Seashore Railroad entstand 1896 aus der Fusion verschiedener Bahngesellschaften im Bereich zwischen Camden und Cape May. Die Gesellschaft elektrifizierte 1906 die Strecke Camden–Newfield–Atlantic City. Die Reading-Tochter Atlantic City Railroad wurde 1883 von der Reading erworben. Die bis dahin bestehende schmalspurige Strecke wurde auf Normalspur umgebaut. Die Gleise zwischen Camden-Atlantic City und Cape May führte meist parallel zur WJ&S-Strecke. 
Die beiden Gesellschaften führten über die Jahre einen ruinösen Wettbewerb. Erst die Große Depression und die einsetzende Massenmotorisierung und die damit im Zusammenhang stehenden finanziellen Einbrüche bewog die Gesellschaften zum Umdenken. Der Zusammenschluss erfolgte am 2. November 1932 auf Anordnung der zuständigen Regulierungsbehörden. Die Pennsylvania Railroad erwarb 2/3 des Aktienbestandes der Atlantic City Railroad für den Betrag von einem Dollar. Im Gegenzug wurde die West Jersey and Seashore an die Atlantic City Railroad verpachtet. Der Zusammenschluss wurde am 25. Juni 1933 wirksam und am 15. Juli 1933 änderte die Atlantic City Railroad ihren Namen in Pennsylvania-Reading Seashore Lines.
In der Folgezeit wurde redundante Strecke stillgelegt. Der Personenverkehr ging immer weiter zurück. Bereits 1952 wurde die Fährverbindung zwischen Camden und Philadelphia eingestellt. Nach dem Bankrott der beiden Muttergesellschaften 1970 und 1971 ging das Streckennetz 1976 an die neu geschaffene Conrail über.
Die meisten der noch verbliebenen Strecken gehören heute zur Conrail Inc. und werden nur noch im Güterverkehr betrieben. Weitere Strecken werden von der Southern Railroad of New Jersey, der Winchester and Western Railroad und der Cape May Seashore Lines betrieben. Personenverkehr gibt es nur noch auf der Atlantic City Line der New Jersey Transit sowie auf dem kurzen Stück Camden–Lindenwold, wo seit 1969 die Schnellbahn PATCO Speedline verkehrt. 